# Оскар Переиро
Оскар Переиро (шп. Óscar Pereiro; 3. август 1977). бивши је шпански професионални бициклиста у периоду од 2000. до 2010. године. Највећи успех у каријери остварио је 2006. године када је освојио Тур де Франс након што је победник Флојд Ландис пао на допинг тесту урађеном на крају 17 етапе. Ландису је 2007. године одузета победа и додељена Переиру. Из бициклизма се повукао 2010. године и започео своју фудбалску каријеру, у Шпанском Коруксу, који се такмичи у Дивизији Б.

## Бициклистичка каријера

### Почетак каријере
Оскар Переиро је започео јуниорску каријеру 1997. године. Прву победу остварио је 1998. када је освојио национално првенство у сајкло кросу за возаче до 23 године. 1999. освојио је Вуелту Португала. Професионалну каријеру почео је 2000. године, у тиму Порто Равеза, са којим је остварио само једну етапну победу.
2002. године, прешао је у швајцарски Фонак, и у првој сезони остварио је само једну победу, победио је на петој етапи трке Каталуња сајклисмо, а освојио је 11 место на Ђиро д'Италију, док је на Вуелта а Еспањи завршио на 30 месту. 2003. освојио је етапу на Туру Швајцарске.

### 2004 — 2010
2004. године освојио је Класил Алпа и завршио је десети на Тур де Франсу. 2005. освојио је етапу на Туру Романдије, а на Тур де Франсу, опет је освојио десето место на, уз освојену етапу 16 и освојену награду за најагресивнијег возача након бегова на етапама 15, 16 и 19. На Вуелта а Еспањи, завршио је тек на 25 месту.
2006. године, Переиро је имао сјајно издање на Туру, након бега на етапи 13, стекао је скоро 30 минута предности у генералном пласману и неочекивано узео жуту мајицу. Ипак, измакла му је етапна победа, јер је завршио иза Немца Јенса Фогта. Међутим, у наредним данима је губио предност, док коначно, на задњој етапи није изгубио жуту мајицу од Флојда Ландиса. Након што је Ландис био позитиван на "А" узорку на допинг тесту, Переиро је рекао да су то само непотврђени резултати и не сматра себе шампионом Тура јер превише поштује Ландиса. Након што је и "Б" узорак Лендиса био позитиван, Переиро је почео да сматра себе шампионом и приписата му је званична победа на Тур де Франсу. 20. септембра 2007. године, Лендис је признао кривицу и прихватио да се победа додели Переиру, али тек пошто и он прође допинг тест. Переиро је такође био позитиван на тесту урађеном након етапа 14 и 16, али је антидопинг агенција одбацила случај јер је Переиро користио лекове због астме.
2007. године, Переиро је освојио етапу на Вуелта Каталонији, а на Тур де Франсу је завршио на десетом месту у генералном пласману. 2008. освојио је треће место на националном првенству, а Тур је напустио због пада током 15 етапе. И 2009. је остварио само једну победу, освојио је етапу на Туру Медитерана, а затим је возио свој задњи Тур де Франс, али га није завршио. 2010. је прешао у Казахстанку Астану, али није имао успеха и завршио је каријеру.

## Допинг
18. јануара 2007. Француски лист је објавио да је и Переиро био позитиван на допинг тесту. Био је позитиван током етапа 14 и 16. Нашли су му салбутамол, који се користи код лечења астме и дозвољено му је да настави да вози. Француска антидопинг агенција, одбацила је 2007. случај против Переира.

## Фудбалска каријера
Након повлачења из бициклизма, 2010. године, Переиро је почео да се бави фудбалом, у нижеразредном Шпанском клубу Коруксо. Рекао је да му је одувијек била жеља да буде професионални фудбалер. Переиро је забележио два наступа и постигао два гола.